# Lise Bostrup
Lise Bostrup (født 2. september 1956 i Zions Sogn, Esbjerg) er cand.mag. i dansk og tysk, bogforlægger og lærebogsforfatter samt formand for Den Danske Sprogkreds og har undervist i dansk på universiteter i Danmark og i Tyskland samt i dansk for udlændinge i Danmark.
Lise Bostrup er datter af rektor Ole Bostrup (1934-2012) og lærer Grethe Maack (1932- ). Hun voksede op i Hillerød og flyttede som 11-årig med sine forældre til Nakskov, hvor hun blev nysproglig student fra Nakskov Gymnasium i 1975; hun blev cand.mag i dansk og tysk i 1983 fra Københavns Universitet.
Efter pædagogikum var hun fagkonsulent i dansk på Dansk Flygtningehjælp i Odense, inden hun arbejdede som universitetslektor i dansk i Münster (Tyskland) 1986-90, hvorefter hun var leder af Dansk Litteraturinformationscenter i 6 år, dernæst konsulent samt tillige ekstern lektor i kulturformidling og kulturjournalistik ved Institut for Nordisk Filologi på Københavns Universitet 1996-98. Amanuensis i dansk sprog ved Københavns Universitet 1998-2010. Hun underviser nu i dansk for udlændinge på højt niveau på Studieskolen i København og er leder af sommerkurser i dansk for udenlandske studerende på Den Internationale Højskole i Helsingør og holder foredrag om dansk sprog i ind- og udland.
Lise Bostrup har bl.a. været medlem af EU's Litterære Oversættelsesjury 1990-95 og af bestyrelsen for Det Danske Kulturinstitut 1995-97, af Dansk PEN og af Det Udenrigspolitiske Selskab og bestyrelsen af Dansk Forfatterforening 2007-2013 samt medlem af styrelsen for faglitterære forfattere, internationalt udvalg og arrangør af Forfatterforeningens arrangementer på Kulturnatten. Medlem af bestyrelsen for Modersmål-Selskabet 2016-17. I 2017 grundlagde hun Den Danske Sprogkreds, som hun er formand for.
Hendes skribent- og udgivervirksomhed omfatter især lærebøger, grammatik og ordbøger til danskundervisning af fremmedsprogede. Hun har også redigeret og udgivet Vores Vanløse - erindringer fra Vanløse, hvor hun bor, og hun har været udgiver og redaktør af Danish Literary Magazine 1991-96. Hun har endvidere skrevet videnskabelige artikler om dansk sprog og litteratur og holdt foredrag i det meste af Europa, USA, Rusland og Kina.

## Bøger
Aktivt dansk. En lærebog i dansk for udenlandske studerende, Danskere, en lærebog i dansk for udlændinge på mellemtrinnet, Intensivt dansk, en øvebog i dansk for udenlandske studerende, Dansk-engelsk ordbog (med Kirsten Gade og Glyn Jones), Engelsk-dansk ordbog (med samme), Dansk-russisk ordbog med Svetlana Vvedenskaya og Aksander Uskov, Dansk-bulgarsk ordbog med Vladimir Stariradev og Bulgarsk-dansk ordbog med samme og Dansk-Polsk ordbog med Katarzyna Strenka og Jozef Jarosch.
Forlaget Bostrup har udgivet erindringsværker af bl.a. Mogens Wenzel Andreasen, romaner og digte fra de tidligere dansk-vestindiske øer og debatbogen Er dit modersmål okay? Sprogpolitik i Danmark og ude i verden og Sange om det danske sprog i samarbejde med Den Danske Sprogkreds.